# Akira Kubota
Akira Kubota (久保田 陽 Kubota Akira?,  nacido el 12 de abril de 1973 en Kioto) es un exfutbolista japonés. Jugaba de centrocampista y su último club fue el Sagawa Express Osaka de Japón.

## Trayectoria

### Clubes
| Club                 | País  | Año         |
| -------------------- | ----- | ----------- |
| Gamba Osaka          | Japón | 1992 - 1995 |
| Kyoto Purple Sanga   | Japón | 1995 - 1996 |
| Sagawa Express Osaka | Japón | 1997 - 2001 |